# Phare du Haut-Fond Prince
Phare du Haut-Fond Prince (englisch Prince Shoal Light) ist die Bezeichnung eines Leuchtturms mitten im Sankt-Lorenz-Strom auf Höhe der Mündung in den Saguenay-Fjord, etwa 7 km östlich der Ortschaft Tadoussac. 
Der 25,3 m hohe Turm wurde 1964 auf einer Untiefe errichtet, die als eine der gefährlichsten im Sankt-Lorenz-Strom gilt. An dieser Stelle hat der Fluss eine Breite von über 23 km. Der Leuchtturm besteht aus einem konischen Unterbau in Form einer Plattform, auf der ein zylindrischer Turm steht. Das Bauwerk ist mit horizontalen rot-weißen Warnstreifen gekennzeichnet. Diese Bauform wurde wegen des an dieser Stelle etwa 6 m hohen Tidenhubs gewählt. Der Leuchtturm gibt alle 2,5 Sekunden einen weißen Lichtblitz ab, der noch aus einer Entfernung von 18 Seemeilen sichtbar ist. Vor dem Bau des Leuchtturms befand sich seit 1902 an dieser Stelle ein Feuerschiff. Im Jahr 2002 fanden umfangreiche Restaurierungsmaßnahmen statt.